# Aphaniidae
Die Aphaniidae sind eine Familie aus der Ordnung der Zahnkärpflinge. Die 42 rezenten Arten der Familie bewohnen Binnengewässer, Flüsse und Küstenstreifen sowie -lagunen. Das Verbreitungsgebiet dieser Arten reicht vom gesamten Mittelmeerraum über die angrenzenden Staaten des Roten Meeres und des Persischen Golfs bis ins westlichste Indien.

## Merkmale
Die Arten der Aphaniidae werden 3 bis 15 cm lang. Ihr Körper ist mäßig gestreckt und seitlich nur wenig abgeflacht. Das Maul ist kurz und teilweise stark oberständig. Die Zähne sind dreispitzig. Die Beschuppung ist vollständig, kann aber auch reduziert sein oder ganz fehlen. Alle Flossen sind abgerundet. Rücken- und Afterflosse sind ähnlich und stehen sich fast symmetrisch gegenüber. Die Bauchflossen können fehlen. Meist besteht ein Geschlechtsdimorphismus. Die Weibchen sind meist größer und auf einfarbigem Grund gepunktet oder gefleckt. Die Männchen zeigen oft eine Querstreifung. Auch innerhalb einer Art kann es einen deutlichen farblichen Dimorphismus geben, bedingt durch Populationen, die völlig voneinander isoliert leben.
Die drei diagnostischen Merkmale, die die Familie von anderen Zahnkärpflingen unterscheidet, betreffen die Schädelmorphologie. So sind die Sinnesporen auf dem Schädel als Poren ausgebildet, und nicht als Neuromasten, die Urohyale, eine Sehnenverknöcherung im Schädel, ist nicht in eine Urohyalmembran eingebettet. Die Anzahl der Wirbel beträgt 26; die Anzahl der Schuppen entlang der Seitenlinie liegt bei 24 bis 26 und die Anzahl der Branchiostegalstrahlen beträgt 5.
Die Rückenflosse wird von 8 bis 14 Flossenstrahlen gestützt. Im Unterschied zu den Orestiidae besitzen die Arten der Aphaniidae ein Vomer, haben ein knorpeliges Mesethmoid (ein Schädelknochen) und eine verknöcherte Interhyale (Knorpel o. Knochen im Mundboden). Die Orestiidae haben kein Vomer, das Mesethmoid ist verknöchert und die Interhyale ist nicht verknöchert.

## Lebensweise
Die Arten der Aphaniidae leben meist in Klein- und Kleinstgewässern mit Süß-, Brack- oder Seewasser. Das können Quellen, Tümpel, Sümpfe, Lagunen, Kanäle oder Gräben sein. Oft stehen die Gewässer direkt mit dem Meer in Verbindung und haben einen hohen Gehalt an Sulfiden oder Magnesiumverbindungen. Salzgehalt und Temperaturen können stark schwanken, letztere sowohl in jährlichem Rhythmus als auch zwischen Tag und Nacht. Die Fische meiden fließendes Wasser und ernähren sich sowohl von Pflanzen als auch von verschiedenen Kleintieren und Detritus. Es sind keine Saisonfische. Ihren Laich heften sie an Gegenstände.

## Taxonomie und Systematik
Aphanius, die Typusgattung der Aphaniidae, wurde 1827 durch den italienischen Naturforscher Giovanni Domenico Nardo eingeführt. Die US-amerikanische Ichthyologin Lynne R. Parenti stellte die Gattung zusammen mit den südamerikanischen Andenkärpflingen (Orestias) innerhalb der Familie Cyprinodontidae in die Tribus Orestini. Wegen der Polyphylie der Cyprinodontidae wurde die Gattung Mitte 2017 durch den deutschen Ichthyologen Jörg Freyhof und zwei türkische Kollegen in eine eigenständige Familie, die Aphaniidae überführt. Der Name wurde erstmals 1960 in einer Dissertation erwähnt. Mit der im April 2020 erfolgten Einführung der Gattung Paraphanius und der Revalidierung von Aphaniops ist die Familie nicht mehr monotypisch. Mitte 2020 wurde zwei weitere Gattungen neu eingeführt und drei Gattungen revalidiert, so dass die Aphaniidae jetzt aus acht Gattungen bestehen.

## Gattungen und Arten
Es gibt folgende 42 rezente Arten in acht Gattungen:

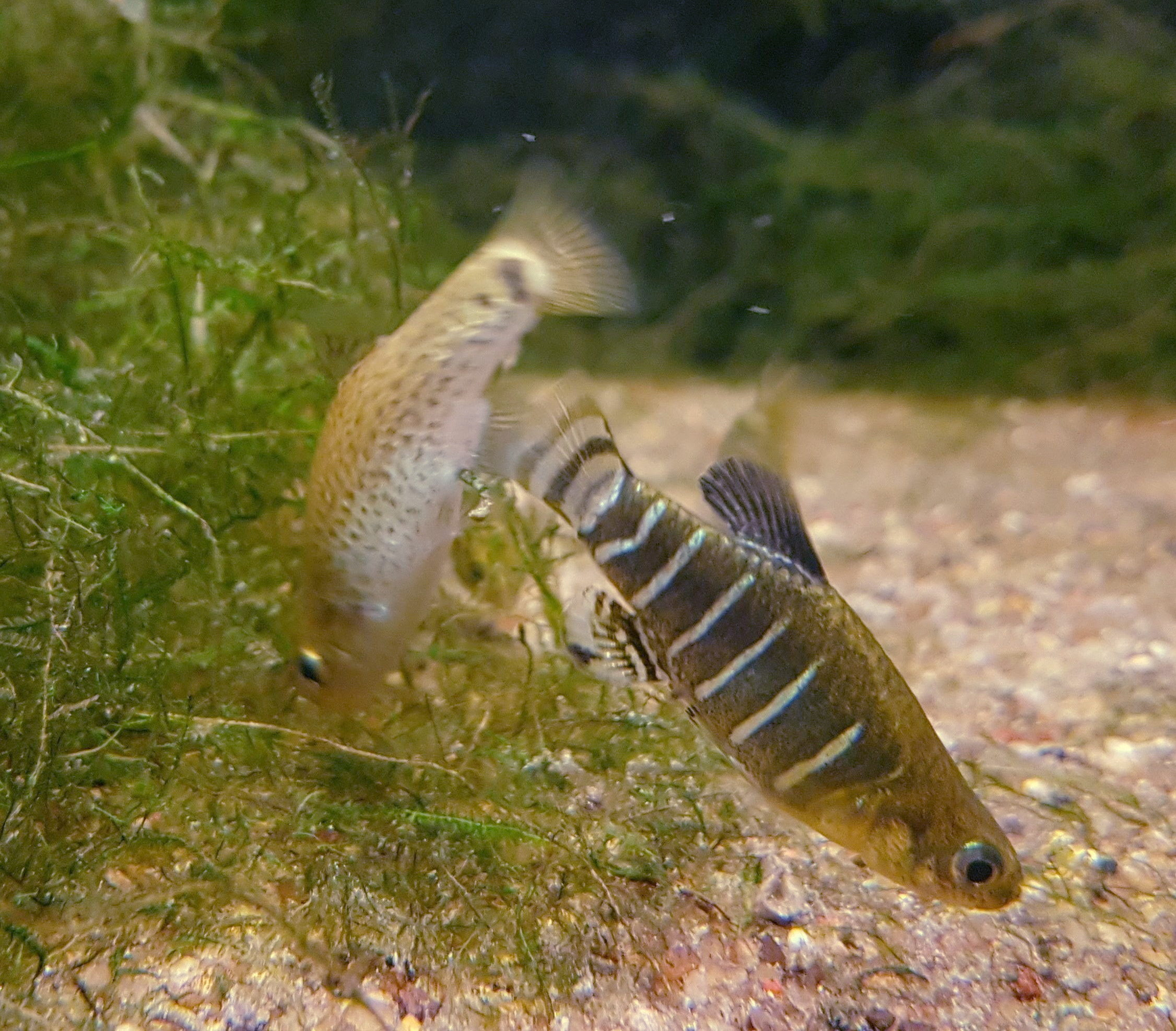
Anatolichthys danfordii

- Gattung Anatolichthys Kosswig & Sözer, 1945 Anatolichthys danfordii

(Binnengewässer Zentral- und Südwestanatoliens sowie Flussläufe des Sakarya, Kızılırmak und Yeşilırmak im südlichen Schwarzmeerbecken)
- Anatolichthys anatoliae (Leidenfrost, 1912) (Anatolienkärpfling)
- Anatolichthys danfordii (Boulenger, 1890)
- Anatolichthys fontinalis (Akşiray, 1948)
- Anatolichthys iconii (Akşiray, 1948)
- Anatolichthys irregularis (Yoğurtçuoğlu & Freyhof, 2018)
- Anatolichthys maeandricus (Akşiray, 1948)
- Anatolichthys marassantensis (Pfleiderer, Geiger & Herder, 2014)
- Anatolichthys meridionalis (Akşiray, 1948)
- Anatolichthys saldae Akşiray, 1955
- Anatolichthys splendens Kosswig & Sözer, 1945
- Anatolichthys sureyanus (Neu, 1937)
- Anatolichthys transgrediens (Ermin, 1946)
- Anatolichthys villwocki (Hrbek & Wildekamp, 2003)

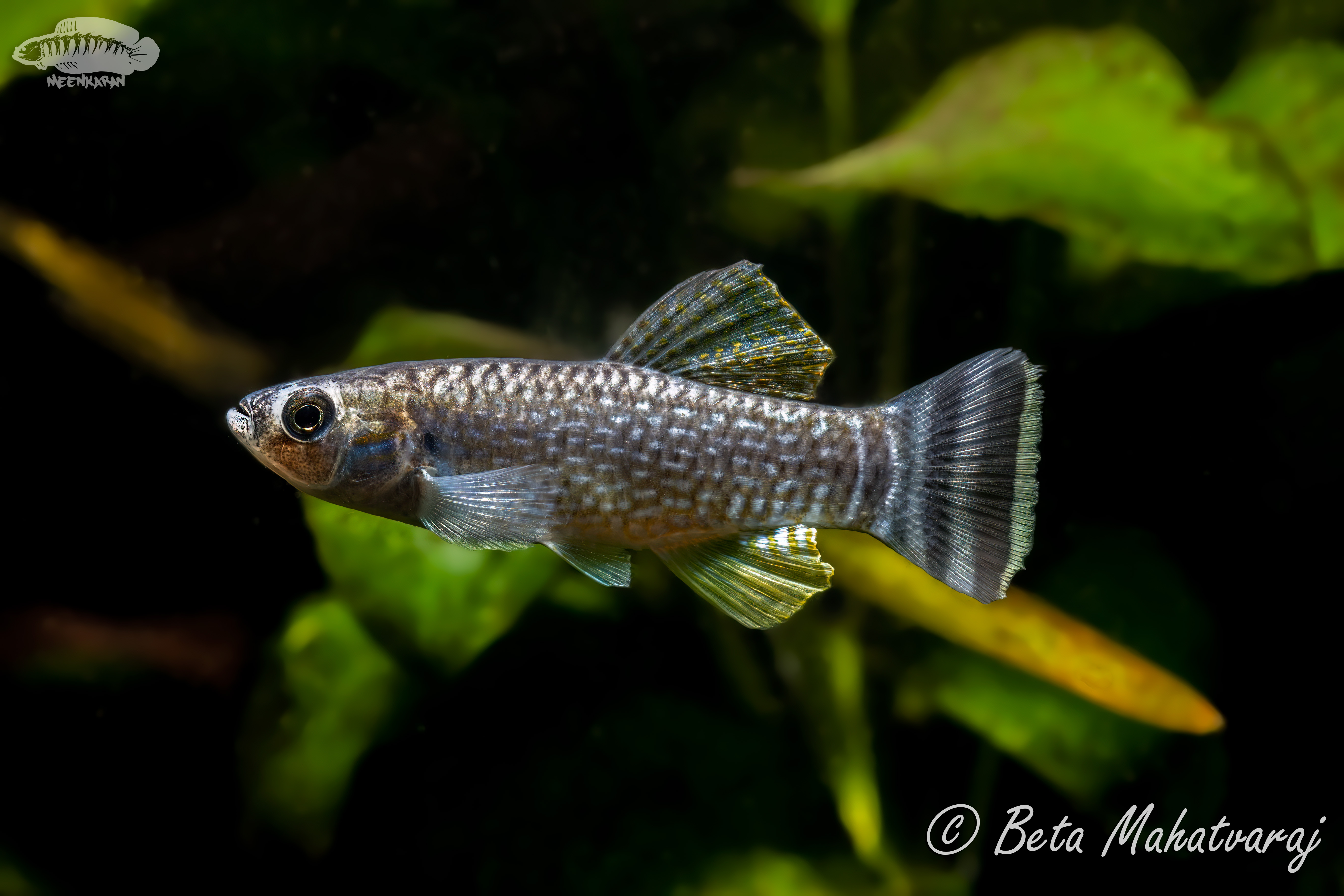
Aphaniops stoliczkanus

- Gattung Aphaniops Hoedeman, 1951 Aphaniops stoliczkanus

(südöstliches Mittelmeerbecken in Ägypten und Israel, südwärts bis Somalia und ostwärts bis Südwestindien, einschließlich der Arabischen Halbinsel und des Golfbeckens)
- Aphaniops dispar (Rüppell, 1829) (Perlmuttkärpfling)
- Aphaniops furcatus (Teimori, Esmaeili, Hamidan & Reichenbacher, 2014)
- Aphaniops ginaonis (Holly, 1929)
- Aphaniops hormuzensis (Teimori, Esmaeili, Hamidan & Reichenbacher, 2018)
- Aphaniops kruppi (Freyhof, Weissenbacher & Geiger, 2017)
- Aphanius richardsoni (Boulenger, 1907)
- Aphaniops sirhani (Villwock, Scholl & Krupp, 1983)
- Aphaniops stiassnyae (Getahun & Lazara, 2001)
- Aphaniops stoliczkanus (Day, 1872)

- Gattung Aphanius Nardo, 1827

(Küstenlagunen und Flussmündungen des Mittelmeerbeckens)
- Aphanius almiriensis Kottelat, Barbieri & Stoumboudi, 2007
- Aphanius fasciatus (Valenciennes, 1821) (Zebrakärpfling)

- Gattung Apricaphanius Freyhof & Yoğurtçuoğlu, 2020

(Küsten der Iberischen Halbinsel vom südlichen Atlantikhang Spaniens bis nach Katalonien, sowie im Oued-Saoura-Becken im Nordwesten Algeriens)
- Apricaphanius baeticus (Doadrio, Carmona & Fernández-Delgado, 2002)
- Apricaphanius iberus (Valenciennes, 1846) (Spanienkärpfling)
- Apricaphanius saourensis (Blanco, Hrbek & Doadrio, 2006)

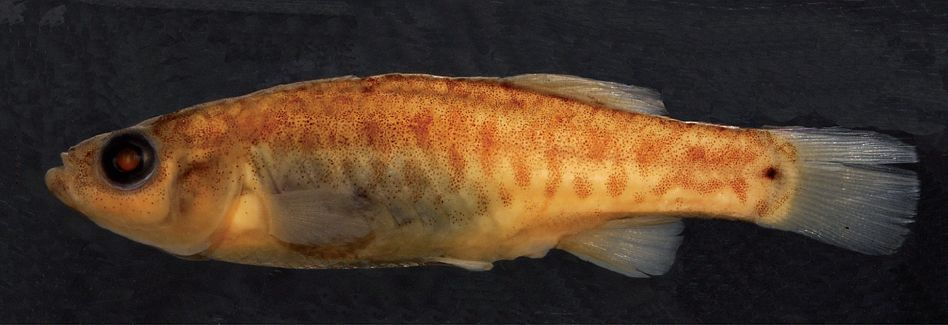
Weibchen von Esmaeilius sophiae

- Gattung Esmaeilius Freyhof & Yoğurtçuoğlu, 2020 Weibchen von Esmaeilius sophiae

(Binnengewässer des Irans und unteres Einzugsgebiet des Schatt al-Arab-Flusses im Irak)
- Esmaeilius darabensis (Esmaeili, Teimori, Gholami & Reichenbacher, 2014)
- Esmaeilius isfahanensis (Hrbek, Keivany & Coad, 2006)
- Esmaeilius persicus (Jenkins, 1910)
- Esmaeilius shirini (Gholami, Esmaeili, Erpenbeck & Reichenbacher, 2014)
- Esmaeilius sophiae (Heckel, 1847)
- Esmaeilius vladykovi (Coad, 1988)

- Gattung Kosswigichthys Sözer, 1942

(See Hazar Gölü)
- Kosswigichthys asquamatus Sözer, 1942

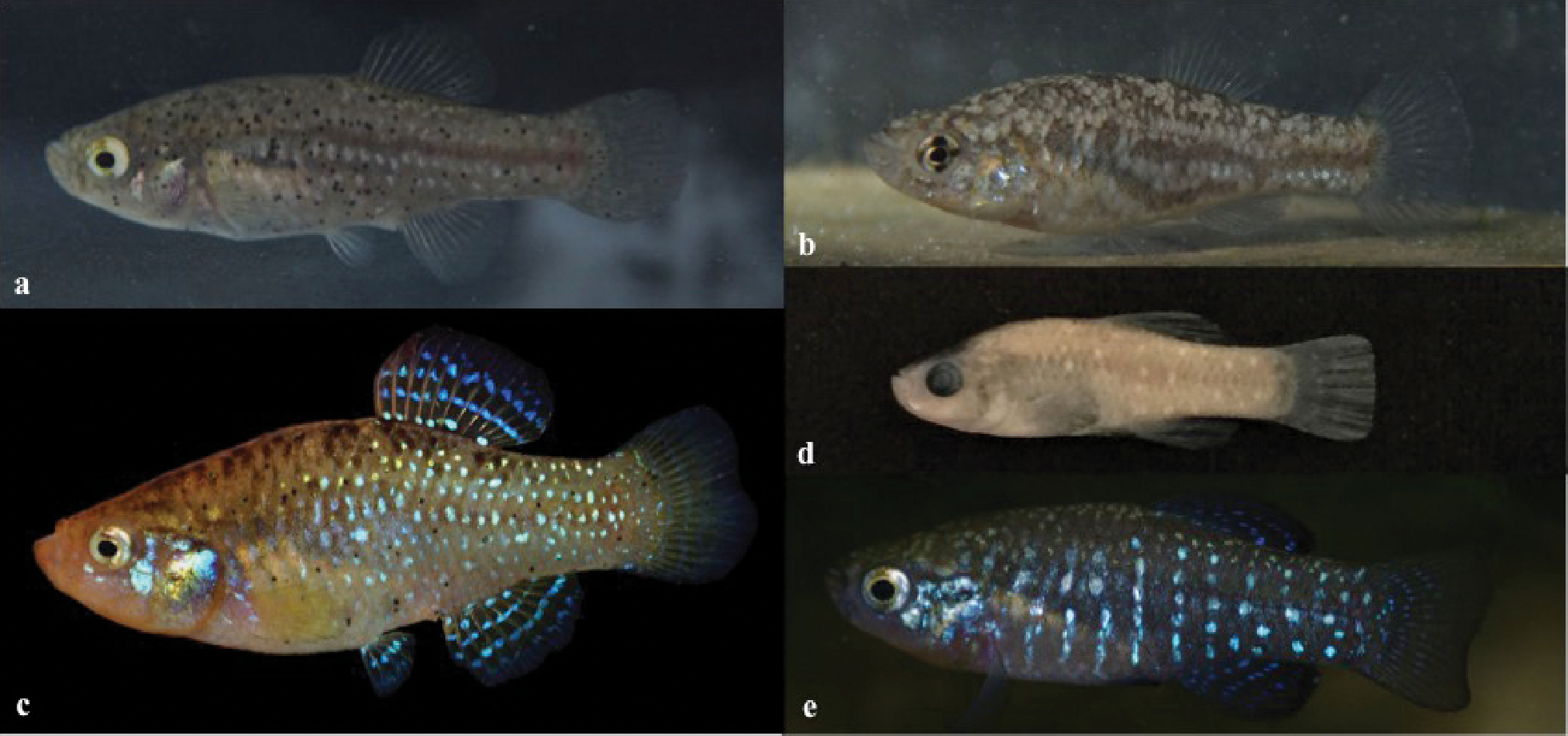
a. P. alexandri, b. P. boulengeri, c. P. mento, d. P. orontis, e. P. similis

- Gattung Paraphanius Esmaeili, Teimori, Zarei & Sayyadzadeh, 2020 a. P. alexandri, b. P. boulengeri, c. P. mento, d. P. orontis, e. P. similis

(türkische Mittelmeerküste von Antalya bis zu den Seyhan-, Ceyhan- und Orontes-Einzugsgebieten und südlich bis zum Becken des Toten Meeres, sowie in den Flussläufen von Tigris und Euphrat von Nordsyrien bis zu den irakischen Sümpfen)
- Paraphanius alexandri (Akşiray, 1948)
- Paraphanius boulengeri (Akşiray, 1948)
- Paraphanius mento (Heckel, 1843) (Orientkärpfling)
- Paraphanius mentoides (Akşiray, 1948)
- Paraphanius orontis (Akşiray, 1948)
- Paraphanius similis (Akşiray, 1948)
- Paraphanius striptus (Goren, 1974)

- Gattung Tellia Gervais, 1853

(Nordalgerien)
- Tellia apoda Gervais, 1853 (Atlaskärpfling)

Es gibt folgende fossile Arten in der Familie Aphaniidae:
- † 'Aphanius' angulosus (Steurbaut, 1978)
- † 'Aphanius' chebianus (Obrhelovà, 1985)
- † 'Aphanius' chios Malz, 1978
- † 'Aphanius' crassicaudus Agassiz, 1839
- † 'Aphanius' illunensis Gaudant, 1993
- † 'Aphanius' italicus Gaudant, 1978
- † 'Aphanius' jeani Reichenbacher & Kowalke, 2009
- † 'Aphanius' kayai Rückert-Ülkümen, Böhme, Reichenbacher, Heissig, Witt &  Bassler, 2002
- † 'Aphanius' kirgisicus (Jakovlev, 1959)
- † 'Aphanius' longipinnis (Jakovlev, 1959)
- † 'Aphanius' maderae Reichenbacher, 1988
- † 'Aphanius' moraviae Brzobohaty, 1969
- † 'Aphanius' opavensis Gaudant, 2006
- † 'Aphanius' princeps Gaudant & Rovira-Sendrós, 1998
- † 'Aphanius' sickenbergi Menzel & Becker-Platen, 1981
- † 'Aphanius' yerevanicus Vasilyan, Reichenbacher & Carnevale, 2009
- † Aphanolebias bettinae Bradić-Milinović, Rundić & Schwarzhans, 2021
- † Aphanolebias gubleri  (Reichenbacher, 1993)
- † Aphanolebias konradi  (Reichenbacher, 1988)
- † Aphanolebias meyeri  (Agassiz, 1839)
- † Aphanolebias sarmaticus Reichenbacher, Filipescu & Miclea, 2018
- † Brachylebias persicus Priem, 1908